# Stadtpfarrkirche Mariä Himmelfahrt (Scheinfeld)

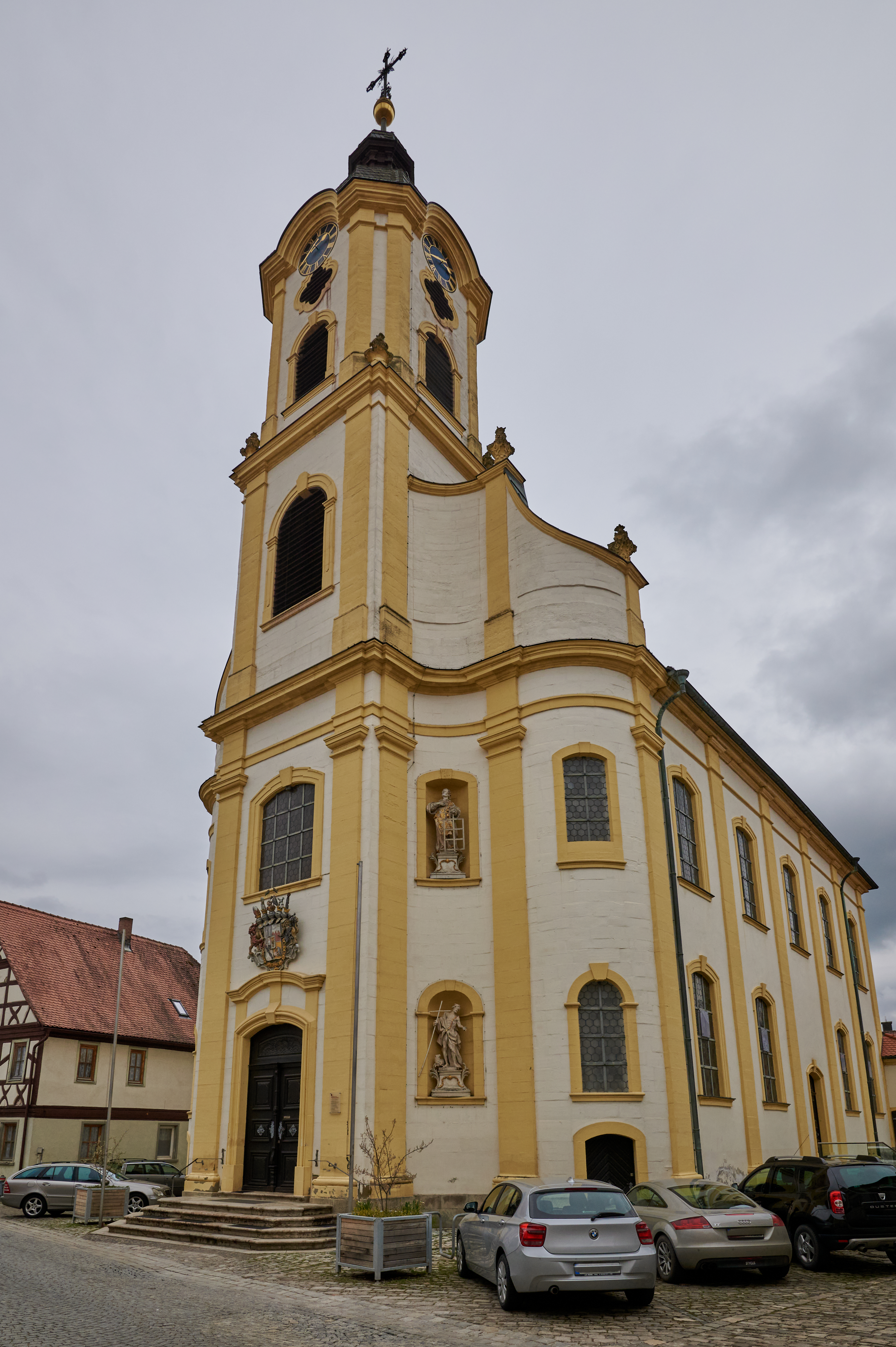
Stadtpfarrkirche Mariä Himmelfahrt (Scheinfeld)

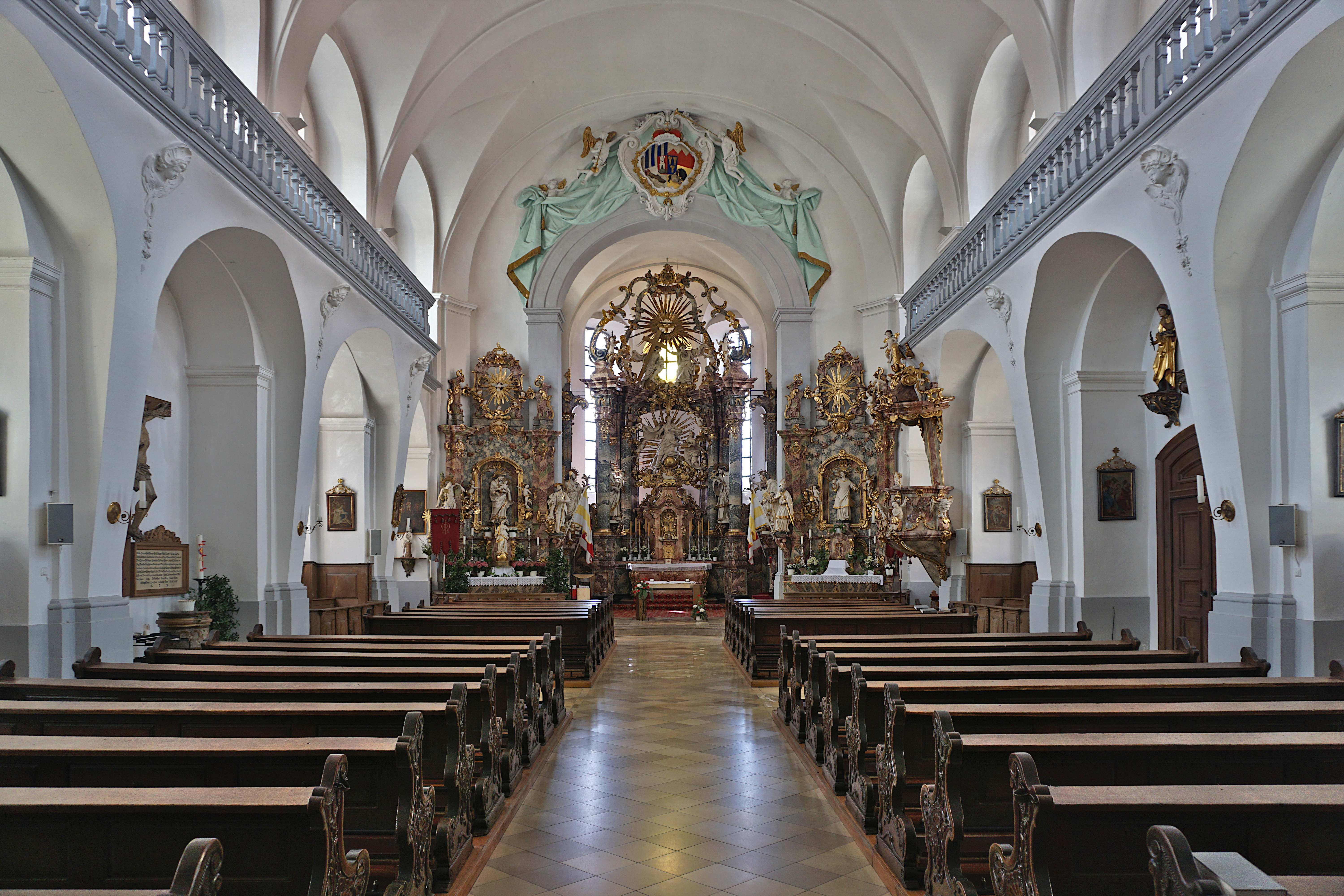
Innenraum der Kirche

Die römisch-katholische, denkmalgeschützte Stadtpfarrkirche Mariä Himmelfahrt befindet sich in Scheinfeld, einer Stadt im Landkreis Neustadt an der Aisch-Bad Windsheim (Mittelfranken, Bayern). Das Bauwerk ist unter der Denkmalnummer D-5-75-161-42 als Baudenkmal in der Bayerischen Denkmalliste eingetragen. Die Pfarrei gehört zum Erzbistum Bamberg.

## Beschreibung
Die Wandpfeilerkirche wurde zwischen 1766 und 1777 nach Plänen von Johann Philipp Geigel gebaut. Sie besteht aus einem mit einem Satteldach bedeckten und mit Lisenen gegliederten Langhaus, einem eingezogenen Chor mit halbrundem Abschluss im Westen und einem viergeschossigen, mit toskanischen Pilastern in Kolossalordnung gegliederten Fassadenturm im Osten, der mit einer Welschen Haube bedeckt ist. Der mittlere Bereich der Fassade mit abgerundeten Ecken, der das Portal beherbergt, wird von je zwei Nischen flankiert, in denen sich Statuen vom heiligen Georg, Johannes Nepomuk, Laurentius und Johannes dem Täufer befinden.
Die Orgel mit 25 Registern, 2 Manualen und einem Pedal wurde 1999 von Willi Peter gebaut.